# Territoriale Agenda der EU
Die Territoriale Agenda der EU entstand im Mai 2007 im Rahmen der deutschen Ratspräsidentschaft der Europäischen Union in einem informellen Ministertreffen in Leipzig. Die Verabschiedung der Agenda bildete den vorläufigen Höhepunkt eines Prozesses, der auf einem informellen Ministertreffen 2004 in Rotterdam zur territorialen Kohäsion gestartet wurde.

## Hintergrund
Die Empfehlungen basieren auf dem Expertenbericht „Territoriale Ausgangslage und Perspektiven der Europäischen Union“. Die Agenda baut auf dem europäischen Raumentwicklungskonzept (EUREK) auf (Schwerpunkt auf nachhaltigem Wirtschaftswachstum). Die Leitlinien der europäischen Raumordnungsministerkonferenz CEMAT dienen als Referenzdokument; durch die Erweiterung der Europäischen Union ergeben sich neue territoriale Herausforderungen.  Zeitgleich mit der Territorialen Agenda wurde die Charta von Leipzig verabschiedet, die den Ansatz einer integrierten Stadtentwicklungspolitik als Aufgabe mit europäischer Dimension hervorhebt. Agenda und Charta sollen einen sich ergänzenden Beitrag zur Umsetzung des Ziels einer nachhaltigen Entwicklung leisten.

## Ziel
Die Territoriale Agenda der EU als knappes politisches Papier will durch Empfehlungen für eine integrierte Raumentwicklungspolitik die Potenziale der Regionen und Städte Europas für ein nachhaltiges Wirtschaftswachstum und mehr Beschäftigung mobilisieren. Als „aktionsorientierter politischer Rahmen“ befürwortet eine polyzentrische räumlichen Entwicklung und Lebensbedingungen mit gleichwertigen und an den jeweiligen regionalen und städtischen Potentialen orientierten Chancen. Durch bessere und innovative Nutzung der räumlichen Vielfalt soll die Wettbewerbsfähigkeit Europas in der Welt gestärkt werden. 

## Inhalte
Die Territoriale Agenda nennt sechs aktuelle Herausforderungen: Klimawandel, Energieversorgung, globaler Wettbewerb, Osterweiterung der EU, Überbeanspruchung natürlicher und kultureller Ressourcen, demographischer Wandel. Der territoriale Zusammenhalt ist eine Voraussetzung, um diesen Herausforderungen zu begegnen. Dazu nennt die Territoriale Agenda sechs Politikfelder:
1. Polyzentrische Entwicklung durch Verknüpfung von Städten und Stadtregionen
2. Neue Partnerschaften zwischen Stadt und Land (territorial Governance)
3. Entwicklung von wettbewerbsfähigen und innovativen Clustern
4. Stärkung und Ausbau transeuropäischer Netze
5. Transeuropäisches Risikomanagement (insbesondere hinsichtlich Klimawandel)
6. Nutzung ökologischer Ressourcen und kultureller Werte als Entwicklungschance

## Maßnahmen
Die Agenda formuliert Schlüsselmaßnahmen, für deren Umsetzung die Raumentwicklungsminister der EU in den nächsten Jahren eine aktive Rolle übernehmen werden. Dazu zählen:
- territoriale Dimension im Rahmen der Kohäsionspolitik stärken
- Dialog zwischen Mitgliedsstaaten und EU-Kommission über territoriale Belange vertiefen
- Umsetzung der Agenda in nationalen, regionalen und lokalen Entwicklungspolitiken; verstärkte Einbindung von Akteuren unterstützen
- Ausbau informeller Kooperationsstrukturen zwischen den Ministerien der Mitgliedsstaaten